# Alexandre Chatrian
 (août 2015).
Alexandre Chatrian, né le 18 décembre 1826 à Abreschviller, et mort le 3 septembre 1890 à Villemomble, est un écrivain français. Il est plus connu sous le nom de plume commun d’« Erckmann-Chatrian » qu’il partage avec son ami Émile Erckmann.

## Biographie

### Les débuts
Né à Abreschviller au lieu-dit du « Grand Soldat » ou Soldatenthal, le 18 décembre 1826, troisième fils de Jean-Baptiste Chatrian et d’Anne Restignat, descendants de deux familles de verriers venues au XVIIIe siècle de la Vallée d'Aoste pour l’une, et d’Auvergne pour l’autre. Jean-Baptiste Chatrian était propriétaire de la verrerie de Grand-Soldat ; son entreprise faisant de mauvaises affaires, il voulut la relever en faisant de la contrebande, fut pris et ruiné.
Le jeune Chatrian fut d’abord connu sous le prénom de Gratien. Il fréquenta l’école primaire d’Abreschviller, sa jeunesse étant bercée par les récits héroïques de son oncle, le vieux capitaine Bertholin, et du caporal Labadie, un vieux grenadier de la Garde.
Quand Gratien eut douze ans, son oncle Nicolas Restignat le confia à l’aumônier du Collège de Phalsbourg qui l’y fit rentrer pour suivre pendant deux ans les cours de la « classe industrielle » qui prolongeait l’école primaire.
Puis, l’oncle l’envoya rejoindre ses deux ainés en Belgique, près de Liège, à la célèbre cristallerie du Val-Saint-Lambert où Gratien exerça la charge de comptable. Mais, après une dispute avec les ouvriers, il dut rentrer à Phalsbourg où le Principal, M. Perrot, lui confia un emploi de maître d’études en préparant son baccalauréat (janvier 1847).
Gratien se mit à écrire plusieurs contes à la manière d’Hoffmann : Le bourgmestre en bouteille, Rembrandt, etc. C’est alors qu’il fit la connaissance d’Émile Erckmann, originaire de Phalsbourg, alors âgé de 24 ans, qui avait interrompu ses études de droit à Paris pour se mettre, dans sa ville natale, à l’abri d’une épidémie de typhoïde. Émile avait déjà écrit deux drames et deux comédies qui lui avaient valu les encouragements d’un critique intraitable, le Principal lui-même. Erckmann et Chatrian devinrent amis et passèrent l’été ensemble dans les Vosges.
Désireux d’améliorer ses revenus gravement amoindris par la pension qu’il versait à ses parents dans le besoin à Grand-Soldat, Gratien se mit également à écrire. Il rédigea plusieurs pièces de théâtre qui reçurent aussi l’assentiment de M. Perrot.
Après un bref séjour à Grand-Soldat, Émile et Gratien décidèrent de s’associer. Après la Révolution française de 1848, les deux amis se lancèrent imprudemment dans des activités politiques et publièrent à Strasbourg un journal républicain éphémère : Le Républicain alsacien. Ils commencèrent aussi à publier des feuilletons mais le succès n’arriva pas aussi vite qu’ils l’avaient escompté, les pièces qu’ils écrivaient ne trouvant personne pour les jouer, ou n’ayant aucun succès.
C’est à cette époque qu’ils firent la connaissance de Gustave Doré, de Théophile Schüler qui fut l’illustrateur de leurs romans, et de l’écrivain et essayiste Edmond About, ancien élève de l’École Normale Supérieure, originaire de Dieuze.
En 1850, Gratien décida de s’installer à Paris, se chargeant de faire publier ou jouer les œuvres de son ami. Mais, la vie parisienne, que le jeune lorrain découvrit avec ravissement, l’absorba bien davantage que la charge qui lui était confiée. Jouant l’“homme de lettres”, en hommage à Alexandre Dumas, il abandonna son prénom de Gratien pour celui d’Alexandre, qui était son quatrième prénom.
N’ayant aucun moyen d’existence, Alexandre sollicita de Eugène Chevandier de Valdrome, propriétaire de la verrerie de Saint-Quirin, et très influent à Paris, un emploi correctement rémunéré et lui laissant du temps pour écrire : il entra au service des Titres à la Compagnie des chemins de fer de l'Est, dans laquelle M. Chevandier de Valdrôme détenait quelques intérêts.
Emile Erckmann s’installa également à Paris pour écrire et terminer sa thèse de droit. Il publia L’illustre Dr Mathéus et rentra à Phalsbourg. Resté à Paris, Chatrian continua à démarcher les éditeurs.

### Le succès
Après une période de rodage, ils commencèrent à être connus vers 1859 : la publication régulière de contes et de nouvelles fantastiques leur attire de nombreux lecteurs. Ils s’installèrent donc tous deux à Paris, près de la Gare de Paris-Est pour pouvoir revenir régulièrement en Lorraine.
Chatrian acheta une propriété (la villa Plaisance) au 56 avenue Franklin au Raincy, dont il sera maire pendant 6 mois en 1878, et où il emménagea en mai 1869 avec Adélaïde Riberon, sa compagne avec qui il a eu deux enfants.
Après 1872, Chatrian écrivit plutôt du théâtre tandis qu’Erckmann s’occupait des romans. En 1884, ayant pris sa retraite d’employé des chemins de fer, Chatrian se retira alors à Villemomble.

### Franc-maçonnerie
Membre de la loge Alsace-Lorraine du Grand Orient de France, il est initié au grade d'apprenti le 14 octobre 1875 en compagnie d'Auguste Bartholdi.

### La fin
En 1885, après le succès mitigé de Myrtille, Chatrian abandonna le théâtre et s’installa à Saint-Dié, 2 place Stanislas. Il tomba alors malade et sa santé mentale s’en ressentit.
Il négocia une nouvelle convention avec leur éditeur en 1886, qu’Erckmann refusa de signer. L’année suivante, il révèle à Erckmann qu’il rémunérait des « nègres » avec leurs fonds communs : c’est la fin de leur association et de leur amitié.
Il meurt le 3 septembre 1890 à Villemomble où il est inhumé.
Une partie du musée historique et Erckmann-Chatrian de Phalsbourg lui est consacré.